# Championnat de France des rallyes 1967
Navigation
Édition suivante
Le championnat de France des rallyes 1967 (ou Challenge Claude Storez du fait de la désignation désormais d'un champion unique de la spécialité) fut remporté par Bernard Consten sur une Alfa Romeo Giulia GTA 1600 (1257 pts), devant Gérard Larrousse sur une Renault Alpine A110 (1248 pts, et champion de France du Groupe 3 Grand Tourisme). Jean-Luc Thérier est champion de France en classe 4/6 avec une Alpine A210 prototype. La totalité du championnat comporte 67 épreuves, dotées d'un coefficient de 2 à 15.

## Principales épreuves, et vainqueurs
Source
- 1 - Rallye des Routes du Nord (10-12 février): Jean-Pierre Gaban, copilote Pedro (Noël van Assche) sur Porsche 904 GTS;
- 2 - Critérium Neige et Glace (18-19 février): Robert Neyret, copilote Jacques Terramorsi, sur Citroën DS21;
- 3 - Rallye Lyon-Charbonnières-Stuttgart-Solitude (16-19 mars): Jean-Pierre Hanrioud, copilote Jacques Rey sur Porsche 911 S 2L (1er au général: Vic Elford)[2];
- 4 - Rallye Bordeaux - Sud-Ouest (16 avril): Robert Buchet, copilote Helmut Singer sur Porsche Carrera 6;
- 5 - Rallye du Forez (22-23 avril): René Trautmann, copilote Claudine Trautmann sur Lancia Fulvia HF;
- 6 - Critérium de Lorraine (6-7 mai): Christian Poirot, copilote Henri Greder sur Porsche 904 GTS;
- 7 - Rallye de La Baule (20-21 mai): Gérard Larrousse, copilote Marcel Callewaert sur Alpine A110 1440 (proto);
- 8 - Ronde Cévenole (27-28 mai): Gérard Larrousse, copilote Marcel Callewaert sur Alpine A110 (Grand Tourisme);
- 9 - Coupe des Pyrénées (3-4 juin): Claude Larrieu, copilote Delhomme sur Lotus Elan S2 1600;
- 10 - Rallye du Mont-Blanc (8-9 juillet): Gérard Larrousse, copilote Marcel Callewaert sur Alpine A110 1440;
- 11 - Coupe des Alpes (4-9 septembre): Bernard Consten, copilote Jean-Claude Peray, sur Alfa Romeo Giulia GTA 1600 (1er au général Paddy Hopkirk);
- 12 - Rallye du Var (13-15 octobre): Claude Henry, copilote Bonnet sur Alpine A 110 1300;
- 13 - Rallye du Roussillon (21-22 octobre): Bernard Consten, copilote De la Beaume sur Alfa Romeo Giulia GTA 1600;
- 14 - Critérium des Cévennes (25-26 novembre): Gérard Larrousse, copilote Marcel Callewaert sur Alpine A110 1600 proto;